# Tequila Baby
Tequila Baby est un groupe brésilien de punk rock, originaire de Porto Alegre, dans l'État du Rio Grande do Sul, actif entre 1994 et 2022.

## Histoire
En 1996 sort leur premier album, Tequila Baby. En 2000, sort le deuxième album du groupe, Sangue, Ouro e Pólvora, qui en plus de maintenir vivant l'esprit punk des Ramones, prend un virage vers le punk hardcore. C'est un album rapide, qui commence à attirer l'attention du groupe parmi les amateurs de punk rock du reste du pays, notamment avec le morceau Velhas Fotos. Marky Ramone, le batteur des Ramones, finit par faire un concert avec eux (en répétant la dose cinq fois de plus tout au long de la carrière du groupe) et Greg Graffin, chanteur du groupe Bad Religion, qui joue un concert à Porto Alegre avec Tequila Baby comme groupe d'ouverture.
Por Onde Você Andava? est le sixième album studio du groupe. Enregistré début 2012, l'album raconte 14 histoires que Tequila a vécues ou entendues de la part des gens autour d'eux, de leurs fans et amis. C'est peut-être pour cette raison que l'album qui reçoit un grand accueil auprès de leurs fans. Il sort en août 2012 et produit par Glauco Minosso (qui a travaillé avec le groupe sur d'autres albums) et Tequila Baby, publié par le label américain de disco, est le dernier travail du groupe en date. Après la sortie de l'album, un nouveau guitariste, Williams Duarte, est recruté dans le groupe en 2012 lors d'un concert à Fenacan à Santo Antônio da Patrulha,.
En 2013, Davi Padrão, alors bassiste de Tequila Baby, quitte le groupe et est remplacé par Rodrigo Gaspareto. Rodrigo Gaspareto est un vieil ami et fan du groupe, ayant déjà joué avec Duda Calvin sur d'autres scènes de sa vie, comme le disait le chanteur dans une publicité sur le site web du groupe. Le groupe cesse ses activités en 2022.

## Membres

### Derniers membres
- Duda Calvin – chant (1994–2022)
- James Andrew – guitare (1994–2022)
- Rafael Heck – batterie (2004–2022)
- Rodrigo Gaspareto – basse (2013–2022)

### Anciens membres
- Tiago Hoch – basse (1994–1995)
- Paulo Stenzel – chant (1994–1996)
- Didi Gloor – batterie (1994–2004)
- Rodrigo Deltoro – basse (1995–2004)
- Otto Branco – basse (2004–2009)
- Davi Pacote – basse (2009–2013)
- Will Duarte – guitare (2012–2015)

## Discographie

### Albums studio
- 1996 : Tequila Baby
- 2000 : Sangue, Ouro e Pólvora
- 2002 : Punk Rock Até os Ossos
- 2004 : A Ameaça Continua
- 2008 : Lobos Não Usam Coleira
- 2012 : Por Onde Você Andava?

### Albums live
- 2000 : Bem Vindo à Roda Punk
- 2006 : Marky Ramone and Tequila Baby (avec Marky Ramone) (aussi en DVD)

## Distinctions

### Prêmio Açorianos
| Année | Catégorie    | Nommé                                 | Résultat   | Réf.  |
| ----- | ------------ | ------------------------------------- | ---------- | ----- |
| 1996  | Révélation   | Tequila Baby                          | Nomination | [ 4 ] |
| 2006  | Meilleur DVD | Marky Ramone and Tequila Baby ao Vivo | Nomination | [ 5 ] |